# Взрослая дочь молодого человека (фильм)
«Взрослая дочь молодого человека» — советская телевизионная версия одноимённого спектакля Анатолия Васильева, по пьесе Виктора Славкина, снимавшаяся Главной редакцией литературно-драматических передач Центрального телевидения СССР в 1981—1982 годах и вернувшаяся на экраны в 1990 году. Кроме этой версии существует и позднейшая, смонтированная режиссёром в «двухсерийный фильм», вышедшая под названием «Дорога на Чаттанугу» (1992): название отсылает к песне «Чаттануга Чу-чу».

## Оригинальный телефильм

### Сюжет
Четверо главных героев — московские стиляги 1950-х годов. Прошло 20 лет и они снова встретились, чтобы вспомнить молодость и увлечение джазом. Бэмс (Альберт Филозов) в прошлом отчаянный поклонник Глена Миллера, ныне солидный инженер-строитель. В 1950-х остался его конфликт с Ивченко (Эммануил Виторган), комсомольским функционером, который в те времена боролся с джазом, считавшимся несоответствующим советской идеологии. Бэмса исключили из института и ему стоило немалых усилий остаться на плаву и выжить.
Противостояние стиляг и комсомольцев ныне стало историей. Теперь Бэмсу необходимо найти общий язык со своей дочерью, которая не хочет иметь с ним ничего общего.

### В ролях
- Альберт Филозов — Бэмс (Борис Куприянов)
- Юрий Гребенщиков — Прокоп
- Эммануил Виторган — Ивченко (Анатолий Ивченко)
- Лидия Савченко — Люся, жена Бэмса
- Татьяна Майст — Элла (Елена Куприянова), дочь Бэмса
- Виктор Древицкий

В фильме также снимались:
- А. Захаров
- С. Розин
- С. Надеждин
- М. Чёрный

### Музыкальное оформление
- Мелодии 1950-х годов исполняет Алексей Козлов
- Гленн Миллер. Музыка из фильма «Серенада солнечной долины» (1941). — «Чаттануга Чу-чу» (англ. Chattanooga Choo Choo) (Мак Кордон / Гарри Уоррен / Лео Фейст), 1970
- Дюк Эллингтон. Забытый джаз / Limbo Jazz. — «Настроение индиго» / «Mood Indigo» (Д.Эллингтон / Дж. Миллc / А.Бигард) — Коулмэн Хоукинс, Джонни Ходжес, Рэй Нэнс, Лоренс Браун, Гарри Карни, Аарон Белл, Сэм Вудъярд. 1962, август
- Партия фортепиано — Алексей Козлов
- «Сан-Луи блюз» — исполняет Игорь Бриль

### Съёмочная группа
- Сценарий: А. Васильев, В. Славкин
- Режиссёр-постановщик: А. Шапорин
- Художник-постановщик: И. Попов
- Режиссёр: В. Родин
- Звукорежиссёр: А. Зачёсов
- Монтаж: В. Милюкова
- Видеомонтаж: И. Медведев, П. Крынкин
- Видеоинженеры по цвету: П. Китов, Е. Корсукова
- Компьютерная графика: М. Осадчий, О. Малютин
- Режиссёр-координатор: А. Раскин
- Администратор: М. Полякова
- Директор фильма: В. Туваев, Б. Лихтенрельз

### Съёмочная группа (1981—1982 гг.)
Материалы постановки 1981—1982 гг. были использованы для съёмки фильма.
- Компания: Главная редакция литературно-драматических программ ЦТ
- Художник: К. Островская
- Звукорежиссёр: А. Веретникова
- Режиссёр Г. Сидорова
- Оператор: А. Шапорин
- Ассистенты оператора: В. Стрельцов, В.Голиков
- Администратор: О. Меркелова
- Музыкальный редактор: М. Славич
- Редактор И. Лебедева
- Директор: Ю. Островский

## «Дорога на Чаттанугу»
На основе этого видеоматериала Анатолий Васильев сделал фильм под названием «Дорога на Чаттанугу». «Он дополнен новыми оригинальными съёмками и интервью с условными прототипами персонажей — бывшими стилягами. Иллюстрации из журнала „Крокодил“ вмонтированы в запись как коллажи. (…) А те записи, которые можно сейчас купить на дисках или скачать в интернете, — контрафактная продукция».